# Henstedt-Ulzburg
Henstedt-Ulzburg ist eine Gemeinde im Kreis Segeberg im Süden Schleswig-Holsteins.

## Geografie

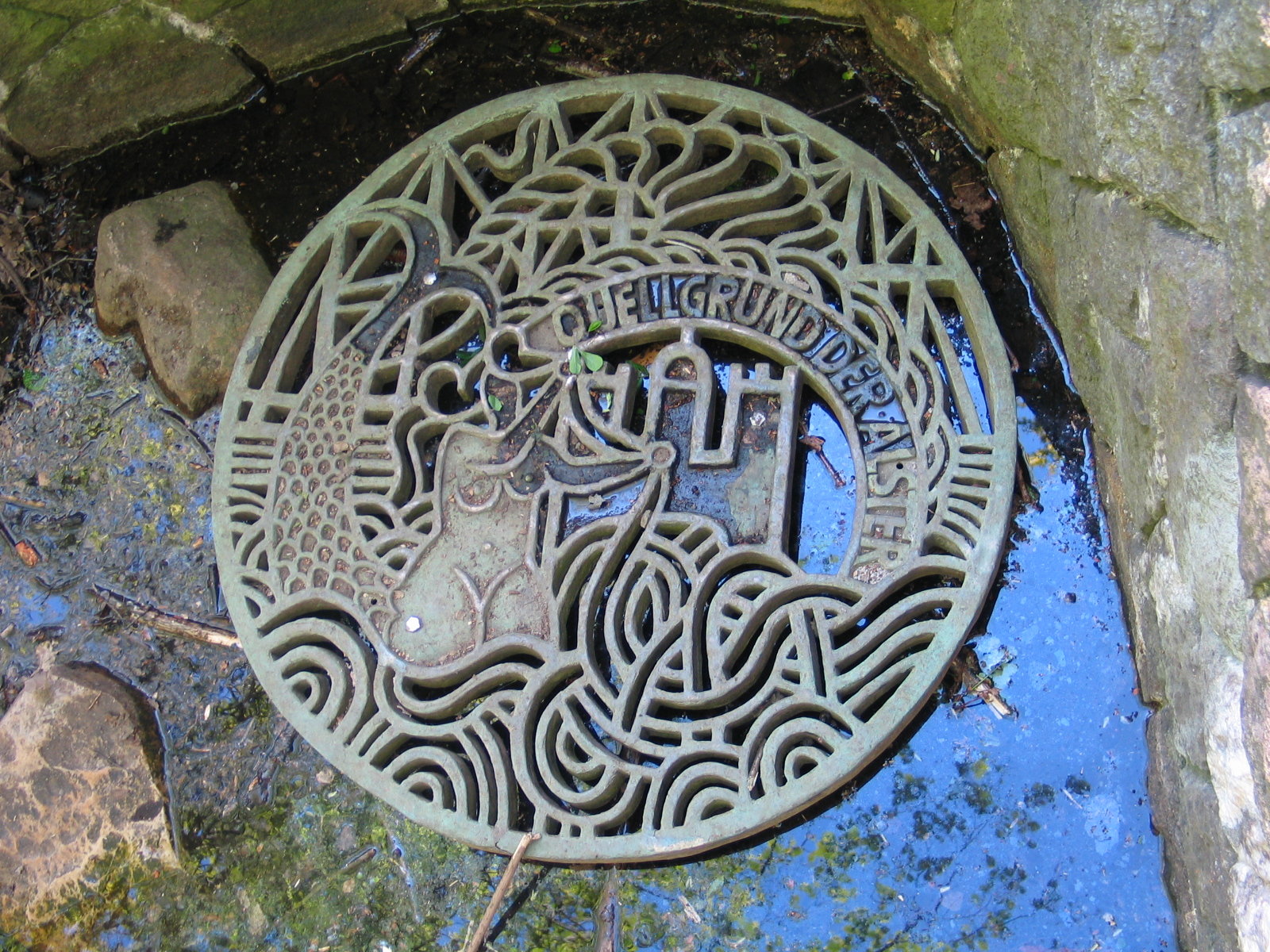
Eisenplatte an der Alsterquelle

Die Gemeinde liegt rund 15 Kilometer nördlich der Hamburger Stadtgrenze an der A 7 sowie mehreren Schnell- und Regionalbahn-Linien der AKN Eisenbahn (HVV-Linien A 1, A 2 und A 3).
Henstedt-Ulzburg liegt an der Entwicklungsachse Nord in der Hamburger Metropolregion direkt nördlich der Stadt Norderstedt sowie südlich von Kaltenkirchen. Das Gebiet grenzt, im Uhrzeigersinn geordnet und im Norden beginnend, an Kaltenkirchen, Kisdorf, Wakendorf II, Tangstedt, Norderstedt, Quickborn, Ellerau und Alveslohe.
Die Flüsse Alster und Pinnau entspringen in der Gemeinde. An der Grenze zu Ellerau liegt die Quelle des Ebachs, außerdem entspringen Nebenflüsse der Alster wie Wöddelbek und Höllenbek in Henstedt-Ulzburg. Daneben durchfließen mehrere Bäche wie die Krambek, die Bredenbek und die Wischbek das Gemeindegebiet.
Die Erhebungen Beckersberg (Henstedt) und Götzberg (Götzberg) liegen in Henstedt-Ulzburg, direkt nördlich in Kisdorferwohld liegt der 91 Meter hohe Rathkrügen. Der niedrigste Punkt Henstedt-Ulzburgs liegt auf 22 m ü. NHN im Gebiet Beckershof im Westen der Gemeinde; die höchste Erhebung befindet sich auf 74 m ü. NHN in der Nähe der Götzberger Mühle im Osten des Ortes.
Henstedt-Ulzburg ist derzeit die bevölkerungsreichste Gemeinde Schleswig-Holsteins und die achtgrößte Deutschlands ohne Stadtrecht, wobei sich die sieben bevölkerungsreichsten (abgesehen von Blankenfelde-Mahlow in Brandenburg) allesamt in Niedersachsen befinden. In der Raumplanung des Landes Schleswig-Holstein wird der Ort als Stadtrandkern I. Ordnung eingestuft.

## Geschichte

Einwohnerentwicklung von Henstedt-Ulzburg von 1970 bis 2017 nach nebenstehender Tabelle

Entstanden sind die drei Gemeinden Henstedt, Ulzburg und Götzberg als Bauerndörfer im Mittelalter. Urkundlich erwähnt wurde Ulzburg erstmals im Dezember 1339, Henstedt im Jahr 1343 und Götzberg 1520. Archäologische Funde zeigen jedoch, dass bereits seit der Altsteinzeit Menschen in diesem Gebiet lebten und in der Bronzezeit sowie in der Eisenzeit bereits erste Ansiedlungen entstanden.
Die stark wachsende Großgemeinde entstand am 1. Januar 1970 aus dem Zusammenschluss der Gemeinden Götzberg (4,47 km², im Osten), Henstedt (22,32 km², im Norden, mit Henstedt-Rhen im Süden) und Ulzburg (10,22 km², im Westen, mit Ulzburg Süd). Rund weitere 2 km² wurden 2000 von Alveslohe gekauft, um dort den neuen Ortsteil Beckershof zu errichten. Nach erheblichem Widerstand entschied die Gemeindeverwaltung 2008, die Pläne nicht durchzusetzen.
| Jahr | Einwohner |
| ---- | --------- |
| 1970 | 10.645    |
| 1975 | 16.367    |
| 1980 | 18.753    |
| 1990 | 21.244    |
| 1995 | 23.412    |
| 2000 | 24.949    |
| 2006 | 26.402    |

| Jahr | Einwohner |
| ---- | --------- |
| 2011 | 27.152    |
| 2015 | 27.902    |
| 2016 | 28.065    |
| 2017 | 28.056    |
| 2018 | 28.070    |
| 2019 | 28.062    |
| 2020 | 28.515    |
| 2023 | 28.859    |

## Ortsteile
Die Schleswig-Holstein-Topographie listet als Ortsteile folgende auf: Westerwohld, Vogelsang, Götzberg, Stegelkamp, Hohnerberg, Wohld, Henstedterbaum, Ellerrehm, Birkenau, Drögeneck, Horst, Hohenhorst, Rhen, Togenkamp, Ulzburg-Süd, Beckershof.
Auch bedingt durch die Entstehung der Gemeinde aus drei ehemals selbstständigen Orten weisen die einzelnen Ortsteile Henstedt-Ulzburgs bis heute teilweise deutliche Unterschiede auf:

### Ulzburg
In Ulzburg befindet sich das Ortszentrum der Gemeinde mit dem 1992–1996 nach Plänen von Diethelm Hoffmann errichteten Rathaus und verdichteter Wohn- und Gewerbenutzung. Nördlich davon liegt mit dem AKN-Bahnhof Henstedt-Ulzburg ein Verkehrsknotenpunkt. Die Bahnstrecke selbst unterquert seit dem Jahr 2000 dieses Gebiet in einem 630 Meter langen Tunnel. Durch das Zentrum führt östlich der AKN-Trasse eine stark befahrene Landesstraße (Hamburger Straße). In der Bebauung herrschen Reihen- und Einzelhäuser vor, in direkter Zentrumslage befinden sich zudem einige Wohn-Hochhäuser aus den 1970er Jahren, daneben ein knapp über 40 Meter hohes Hotelgebäude.
Im Oktober 2014 eröffnete das Einkaufszentrum „City-Center Ulzburg“ (CCU) zwischen Rathaus und Bahnhof. Es ersetzte das deutlich kleinere Ulzburg-Center, das sich an gleicher Stelle befand. Weitere kleinere Handelsflächen liegen im direkten Umfeld des Ulzburger Ortszentrums, das in etwa durch die beiden „Torhäuser“ an der Hamburger Straße aus den 2000er Jahren begrenzt ist. Dominiert wird der Einzelhandel jedoch deutlich vom Gewerbepark Ulzburg am nördlichen Ortsrand. Hier haben sich in dezentraler Lage eine Vielzahl an Filialisten mit insgesamt etwa 44.000 Quadratmeter Verkaufsfläche angesiedelt. Daran schließt sich ein großes Gewerbe- und Industriegebiet an.
Im Norden des Gewerbegebiets am Autobahnzubringer eröffnete 2019 ein 41.000 m² großes, vollautomatisches Zentrallager von Netto Marken-Discount, von wo aus die Filialen in Norddeutschland beliefert werden. Direkt daneben befindet sich der nach langen Planungen 2022 eröffnete Hauptsitz von Rewe Nord, der aus Norderstedt und Kiel hierher umzog. Etwa 270 Märkte werden von hier beliefert. Das Grundstück hat eine Fläche von 250.000 m², das Logistik- und Verwaltungsgebäude misst 104.000 m². Damit handelt es sich um eines der größten Gebäude Schleswig-Holsteins sowie eine der größten Lagerhallen in Deutschland. Vor Ort arbeiten etwa 1000 Menschen, dadurch wurde Rewe zum größten Arbeitgeber im Kreis Segeberg. Insgesamt investierte Rewe 350 Millionen Euro.
In Ulzburg gibt es einen Kindergarten und eine Grundschule. Das Feuerwehrhaus wird von der Freiwilligen Feuerwehr Henstedt-Ulzburg, die in Henstedt ihr Hauptgebäude hat, genutzt. Das Bürgerhaus und der nördlich davon liegende Bürgerpark befinden sich auch in Ulzburg. An der Grenze zu Ulzburg Süd befindet sich ein Biotop, in dem die Pinnau entspringt. Die Kreuzkirche an der Hamburger Straße wurde bis 1969 errichtet und gehört zur evangelisch-lutherischen Kirchengemeinde Henstedt-Ulzburgs.
Im Jahr 2011 hatte Ulzburg etwa 9200 Einwohner.

### Henstedt

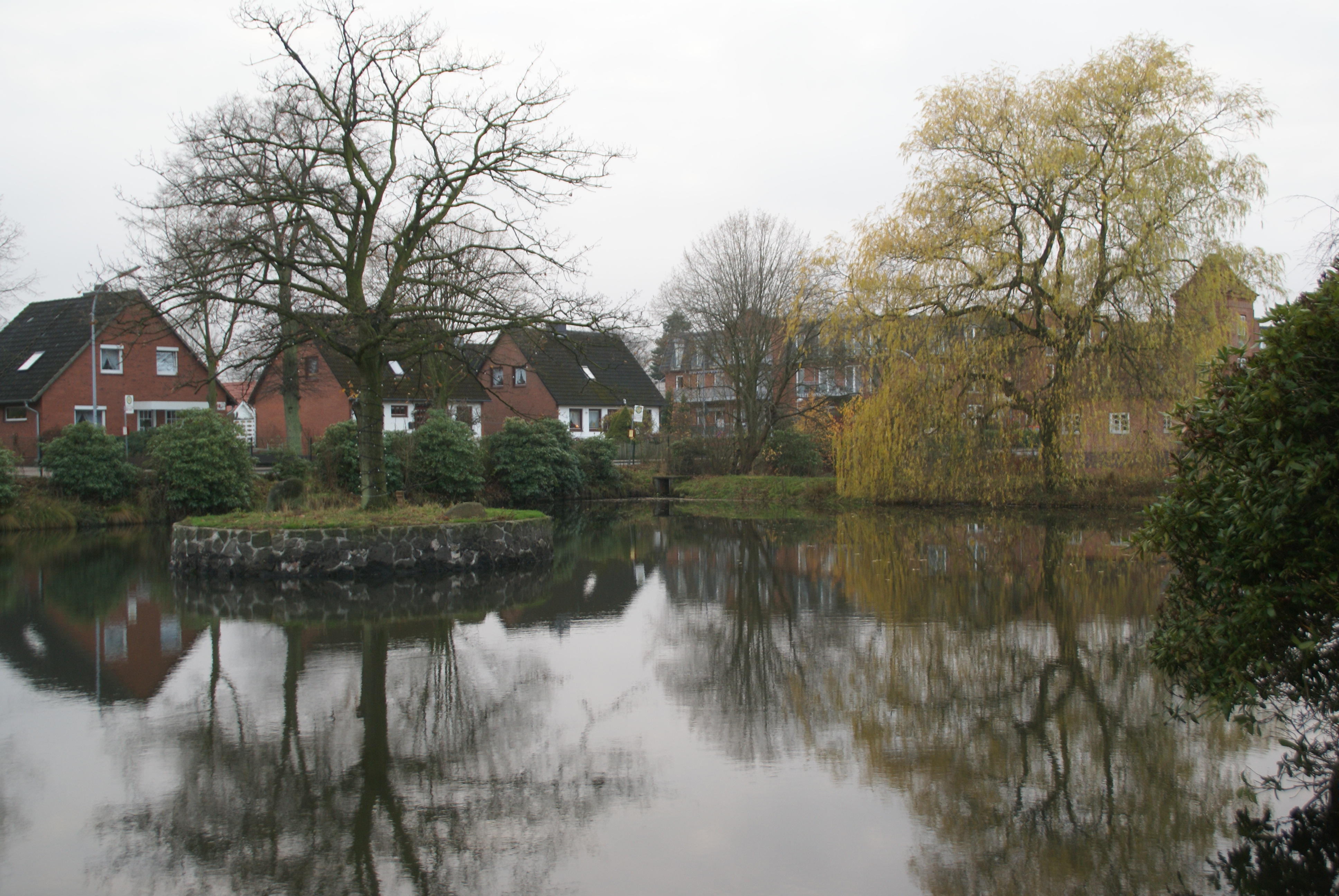
Teich „Wöddel“

Henstedt hingegen konnte sich seinen ländlichen Charakter deutlicher bewahren. Es gibt größtenteils lockere Bebauung mit Einzel- und Reihenhäusern und nur sehr wenige Mehrfamilienhäuser. Ein Supermarkt befindet sich an der Einmündung Dorfstraße/Norderstedter Straße, kleinere Geschäfte sind vorwiegend im Umkreis der angrenzenden Straße „Neuer Weg“ zu finden. An der Kisdorfer Straße steht die Erlöserkirche aus dem Jahre 1880, die im neugotischen Stil errichtet wurde. Sie gehört zur evangelisch-lutherischen Kirchengemeinde Henstedt-Ulzburgs. Direkt daran grenzen die beiden Gemeindehäuser sowie der Henstedter Friedhof.
Im Ortsteil befindet sich die Grund- und Gemeinschaftsschule „Olzeborchschule“ (mit angeschlossenem Förderzentrum), auf der Grenze zu Ulzburg zudem das Alstergymnasium (ehemaliges Schulzentrum, „Grüne Schule“). An der Maurepasstraße liegen die örtliche Polizeiwache und die Freiwillige Feuerwehr Henstedt-Ulzburg.
Die Buslinie 296 verbindet Henstedt Montags bis Freitags von etwa 6 Uhr bis 9 Uhr sowie zwischen 15.30 Uhr und 18.30 Uhr mit Ulzburg. Das zu den übrigen Zeiten zuvor bestehende Linienbusangebot wurde Ende 2022 eingestellt und durch ein aufpreis- und bestellpflichtiges On-Demand-Angebot ersetzt. Am Südrand Henstedts verkehrt die Regional-Buslinie 7141 Bahnhof Ulzburg–Nahe–Bahnhof Bad Oldesloe mit 3 bis 14 Fahrtenpaaren täglich.
Im alten Ortskern Henstedts befindet sich der Teich „Wöddel“, die benachbarte alte Volksschule wurde in einen Kindergarten umgewandelt.
Im Jahr 2011 hatte Henstedt etwa 5500 Einwohner.

### Ulzburg Süd
Ulzburg Süd (auch Ulzburg-Süd geschrieben) entstand in großen Teilen erst seit den 1980er Jahren. Bis heute werden dort in großem Stil Neubaugebiete vorwiegend für Reihenhäuser und für Einfamilienhäuser auf kleinen Grundstücken ausgewiesen. Ein eindeutiges Zentrum besitzt der Ortsteil nicht. Einzelhandel besteht teilweise langgezogen am südlichen Ende des Ortsteils entlang der Ulzburg Süd durchquerenden Landesstraße. Ein Nahversorgungszentrum mit einem Supermarkt, einem Discounter und einem Drogeriemarkt wurde demgegenüber weiter östlich, an der Straße Dammstücken errichtet. Im Westen von Ulzburg Süd befindet sich der gleichnamige AKN-Bahnhof, ansonsten ist der Ort über die Buslinien 293 und 616 nach Ulzburg und Norderstedt an den ÖPNV angebunden. Die Planungen für einen neuen Ortsteil „Beckershof“ mit Häusern für mehr als 5000 Menschen westlich der AKN-Strecke, die derzeit den Ortsteil begrenzt, wurden nach der Kommunalwahl 2008 aufgrund der veränderten politischen Lage aufgegeben. Der Bau dieses Großprojektes war in der Gemeinde sehr umstritten. Die früher regierende CDU-Fraktion war für den Ausbau, die Kommunalwahl wurde jedoch von der Wählergemeinschaft Henstedt-Ulzburg (WHU) gewonnen, deren hauptsächliches Wahlkampfthema ihr Nein zum Beckershof-Projekt war. Die Planungszone ist ein Umgemeindungsgebiet und gehörte bis vor wenigen Jahren zu Alveslohe.
Zwischen Ulzburg Süd und dem Rhen liegt das Umspannwerk „Hamburg Nord, Teil Ulzburg“ des Stromnetzbetreibers Tennet TSO. Hier laufen mehrere Hochspannungsleitungen zusammen, über die große Teile des Stromtransports von und nach Schleswig-Holstein abgewickelt werden. Auf dem Gelände steht auch das höchste Bauwerk der Gemeinde, ein etwa 100 Meter hoher Richtfunkmast. Die Grundschule Lütte School wurde in den 2000er Jahren gebaut und befindet sich in dem Ortsteil.
Im Jahr 2011 hatte Ulzburg Süd etwa 5600 Einwohner.

### Rhen

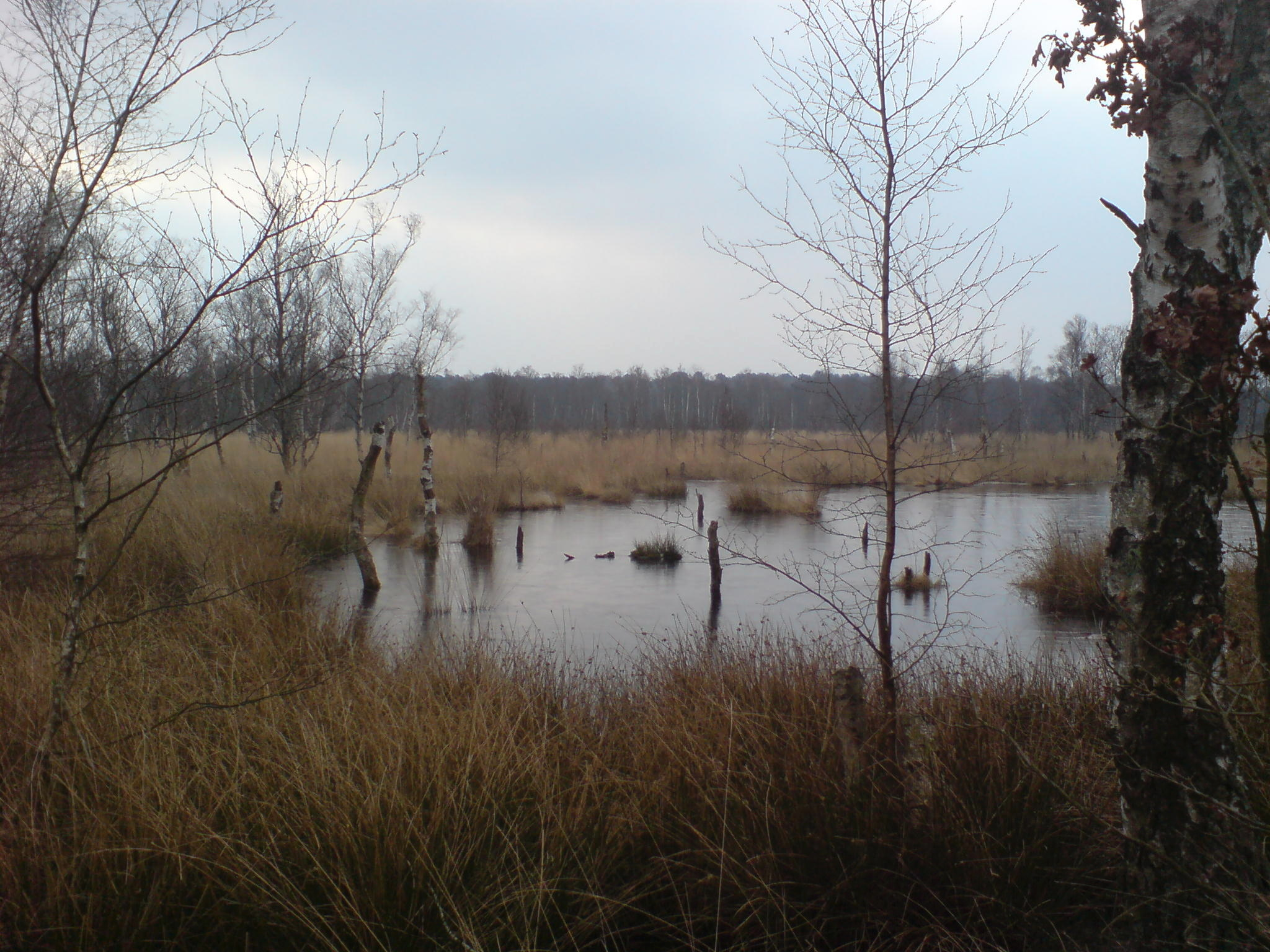
Moor beim Rhen

Der Rhen (früher Henstedt-Rhen) ist der südlichste Ortsteil Henstedt-Ulzburgs. Er gehörte bis 1970 zu Henstedt und wurde in weiten Teilen erst nach dem Zweiten Weltkrieg bebaut, auch hier herrschen Reihen- und Einzelhäuser vor. Im Bereich um das Zentrum des Ortsteils an der Kreuzung Wilstedter / Norderstedter Straße gibt es gleichwohl mehrere Wohnhochhäuser und einige Geschosswohnung-Mehrfamilienhäuser in Zeilenbauweise aus den 1970er Jahren. Die seinerzeit errichteten Häuser um die Kreuzung bieten in den Erdgeschossen eine Vielzahl an vorwiegend kleineren Ladenflächen. Auf einem Platz vor dem „Centrum Rhen“ findet regelmäßig ein Wochenmarkt statt, vom Marktplatz aus gesehen auf der Rückseite des Gebäudes ist ein Supermarkt. Es stehen immer wieder Ladenflächen in dem Areal längere Zeit leer.
Im Osten und Nordosten des Ortsteils, an der Grenze zu einem Naturschutzgebiet, existieren viele größere Einfamilienhäuser mit teils parkartigen Grundstücken Im Südosten befindet sich die Paracelsus-Klinik. An den ÖPNV ist der Rhen mit der Buslinie 293 Ulzburg – Rhen – Norderstedt-Harksheide – Norderstedt Mitte (U-Bahn-Anschluss nach Hamburg) angebunden, an den Wochenenden auch mit der Nachtbuslinie 616. Die Busse der Linie 593 fahren die Paracelsus-Klinik an, an Schultagen auch das Schulzentrum Ulzburg. Neben der Grundschule Rhen im Zentrum des Ortsteils befindet sich am Nordrand die Gemeinschaftsschule Rhen, an der Schülerinnen und Schüler der Jahrgänge 5 bis 10 unterrichtet werden. Auf dem Rhen liegt auch die Sportanlage des ehemaligen Fußball-Oberligisten SV Henstedt-Rhen, der mittlerweile unter dem Namen SV Henstedt-Ulzburg in der Landesliga Holstein (6. Liga) spielt.
Auf dem Rhen befinden sich im Osten die Naturschutzgebiete Oberalsterniederung und Henstedter Moor sowie die Quelle der Alster, die in Hamburg in die Elbe mündet. Dort befindet sich außerdem ein größeres Moor, das Lütt Wittmoor. Die St.-Petrus-Kirche liegt an der Norderstedter Straße, gehört allerdings nicht zur Henstedt-Ulzburger Kirchengemeinde.
Im Jahr 2011 hatte der Rhen etwa 5900 Einwohner.

### Götzberg

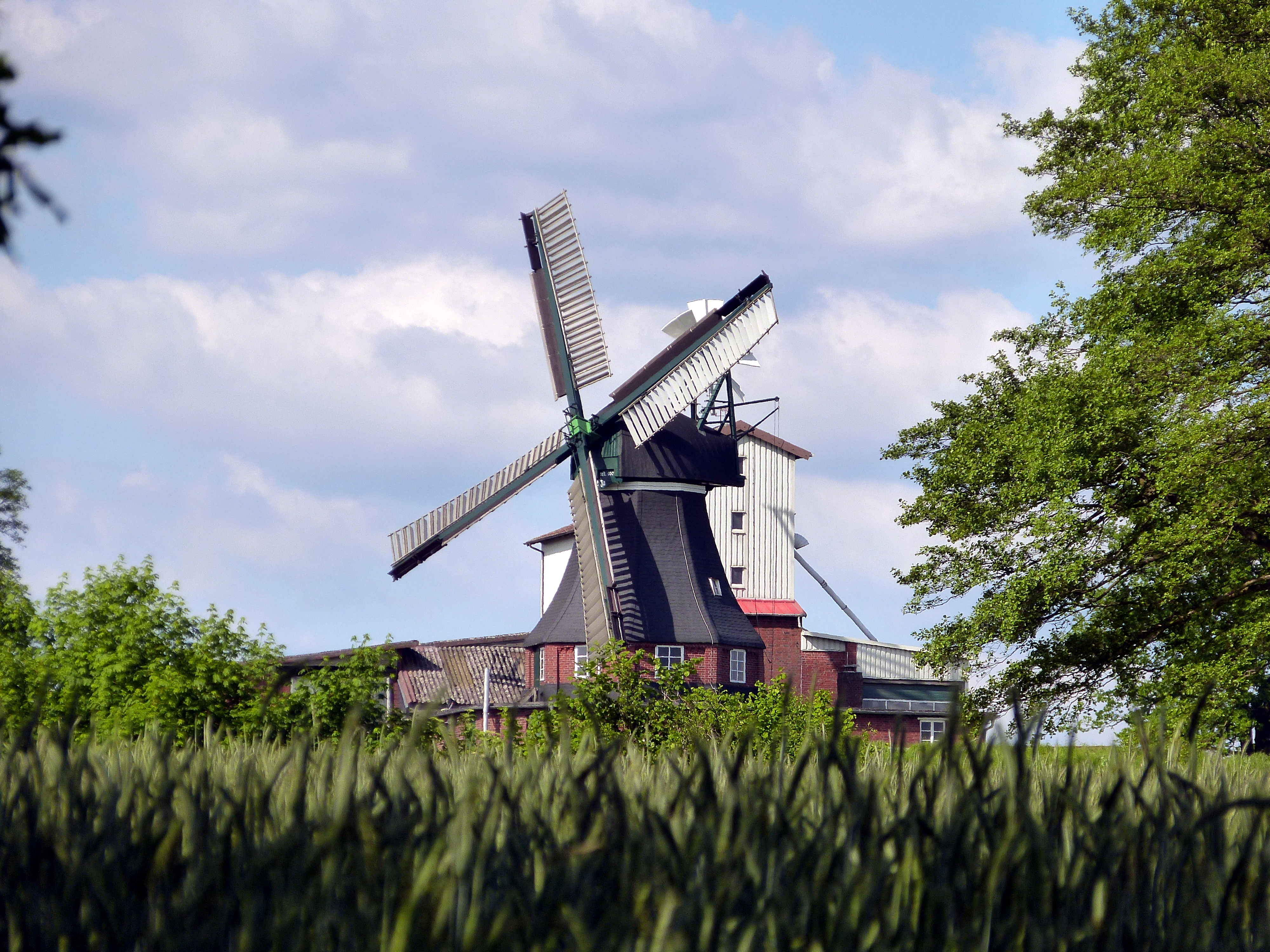
Götzberger Mühle

Götzberg bewahrte sich weitgehend seinen ursprünglichen Charakter. Der Ortsteil liegt völlig getrennt vom Rest der Gemeinde etwa drei Kilometer östlich von Henstedt auf einer Anhöhe. Er ist erheblich dünner besiedelt als die anderen Ortsteile. Es herrschen Einzelhäuser und Landwirtschaft vor. Bekannt ist Götzberg für seine unter Denkmalschutz stehende 1877 erbaute Windmühle sowie für ein größeres Trödelgeschäft. Das Feuerwehrhaus Götzbergs ist mit Fahrzeugen bestückt und wird von der Freiwilligen Feuerwehr Henstedt-Ulzburg genutzt.
Im Norden, an der Grenze zu Kisdorf, gehört ein Teil des FFH-Gebiets Landesforst Gehege Endern (kurz Endern), eines großen Waldes, zu Götzberg.
Die Regionalbuslinie 7141 verbindet den Bahnhof Henstedt-Ulzburg mit Bad Oldesloe und führt durch Götzberg. Der Ortsteil hatte 2011 etwa 350 Einwohner.

## Politik

### Gemeindevertretung
Bürgervorsteher und damit Vorsitzender der Gemeindevertretung ist seit 2019 Henry Danielski (CDU). Kurz nach der Kommunalwahl 2018 verließen 2019 fünf der zehn Gemeindevertreter die WHU und gründeten einen Ortsverband der Grünen, was die CDU zur größten Fraktion machte. Bei der Gemeindewahl 2023 gewann die CDU alle 16 Direktmandate, da sie jedoch nur 29,3 % der Gesamtstimmen erhielt, wuchs die Gemeindevertretung durch Überhangmandate von 33 auf 53 Sitze. Die Wählervereinigung Henstedt-Ulzburg (WHU), die 2018 stärkste Kraft geworden war, büßte den Großteil ihrer Stimmen ein und wurde schwächste Kraft im Ort. Dennoch lag sie annähernd gleichauf mit SPD, Grünen, FDP und Bürger für Bürger (BfB).
- Grüne: 8
- SPD: 8
- WHU: 7
- BfB: 7
- FDP: 7
- CDU: 16

### Kinder- und Jugendparlament
Die Gemeinde Henstedt-Ulzburg verfügt über ein Kinder- und Jugendparlament, das zur Aufgabe hat, alle gemeindepolitischen Fragen und Beschlüsse aus Sicht der Jugend zu prüfen und gegebenenfalls Änderungsvorschläge vorzubringen. Gewählt wird alle zwei Jahre. Bei etwa 2700 Kindern und Jugendlichen in der Gemeinde gibt es laut Satzung auf Grund des 1-Prozent-Schlüssels 27 Vertreter. Die letzte Wahl fand am 25. Juni 2018 statt, alle 15 Kandidaten wurden in das Gremium gewählt. Inzwischen ist das Gremium auf 14 geschrumpft und arbeitet nur noch kommissarisch, weil nicht genug Kandidaten im November 2020 angetreten waren. Eine neue Wahl fand November 2021 statt, ein neues Gremium kam zustande.

### Bürgermeister
Die bisherigen Bürgermeister der zusammengeschlossenen Gemeinde Henstedt-Ulzburg waren:
- 1970–1988: Heinz Glück (* 1924; † 2013, CDU); Glück ist erster und bisher einziger Ehrenbürger Henstedt-Ulzburgs und Träger des deutschen Bundesverdienstkreuzes am Bande
- 1988–2009: Volker Dornquast (* 1951, CDU); Dornquasts 21 Jahre lange Amtszeit hätte eigentlich mindestens bis 2014 gedauert, er legte seinen Posten jedoch nieder, um stattdessen Staatssekretär im schleswig-holsteinischen Innenministerium zu werden
- Oktober 2009–Mai 2010: vakant
- 2010–2013: Torsten Thormählen (* 1963, parteilos); gegen Thormählen wurde Anfang 2012 aufgrund des Verdachts, er habe bei seiner früheren Tätigkeit Geld veruntreut, vom Hauptausschuss der Gemeinde ein Dienstverbot verhängt; am 22. September 2013 wurde er formal abgewählt
- September 2013–März 2014: vakant; seit 2012 geschäftsführend 1. stellvertretende Bürgermeisterin Elisabeth von Bressensdorf
- 2014–2020: Stefan Bauer (* 1969, parteilos); Bauer war seit 2013 Leiter des Fachkommissariats Cybercrime (LKA 54) und stellvertretender Abteilungsleiter Wirtschaftskriminalität (LKA 5) im Landeskriminalamt Hamburg
- seit 2020: Ulrike Schmidt (* 1973, parteilos); Schmidt setzte sich bei der Bürgermeisterwahl am 1. März 2020 im ersten Wahlgang mit 53,2 % gegen drei weitere Bewerber durch und trat ihr Amt am 1. Juni 2020 an[14]

### Wappen
Blasonierung: „In Silber zwischen einer schwebenden, fünfmal gezinnten roten Mauerkrone oben und zwei blauen Wellenfäden unten ein dreiblättriger grüner Eichenzweig.“
Zentrale Figur im Wappen der Gemeinde Henstedt-Ulzburg ist der dreiblättrige Eichenzweig. Er bezieht sich auf die 1970 erfolgte Vereinigung der drei bis dahin selbstständigen Orte Henstedt, Ulzburg und Götzberg, von denen Ulzburg sogar über ein eigenes Wappen verfügte. Der gemeinsame Stängel weist auf das Zusammengehörigkeitsbewusstsein der Ortsteile unter dem gemeinsamen kommunalen Dach hin. Die Blätter geben Auskunft über die Art der früheren Bewaldung in allen drei Dörfern, einschließlich einer königlichen Hölzung in Henstedt. Die schwebende Mauerkrone symbolisiert die mittelalterliche „Olzeborch“, deren Spuren auf einer Anhöhe, noch heute „Burg“ genannt, erhalten sind. Über ihre Besitzer ist nichts bekannt. Ebenso unbekannten Ursprungs sind die auf einer weiteren, benachbarten Erhebung gefundenen Grundmauersteine eines vergangenen Schlosses. Die Bek, an der beide Anhöhen liegen, wird weiter westlich zur Pinnau. Auf der Gemarkung Henstedts befindet sich die Quelle der Alster. Die Wellen im Schildfuß weisen darauf hin.

### Flagge
Blasonierung: „Auf weißem, oben und unten von einem grünen Randstreifen begrenzten Tuch im Liek das Gemeindewappen (ohne Schild), im fliegenden Ende drei waagerechte grüne Streifen von der gleichen Breite wie die Randstreifen.“

### Partner- und Patenschaften
Henstedt-Ulzburg pflegt folgende Partner- und Patenschaften:
Städtepartnerschaften
- Maurepas, Frankreich, seit 1986
- Usedom, Deutschland, seit 1990
- Wierzchowo (Virchow), Polen, seit 2003
- Waterlooville, Vereinigtes Königreich, seit 2008

Patenschaften
- Ehemaliges Kirchspiel Virchow (Wierzchowo), Pommern, seit 1964
- Lehrgruppe Generalstabs/Admiralstabsdienst mit internationaler Beteiligung/europäische Sicherheit der Führungsakademie der Bundeswehr, seit 2007

## Kultur
Treffpunkt für viele Veranstaltungen in der Gemeinde ist das Bürgerhaus. Es bietet nicht nur Vereinen und Verbänden Räumlichkeiten, sondern kann auch von Bürgern der Gemeinde für private Feierlichkeiten gemietet werden. In der Kulturkate treffen sich regelmäßig die Mitglieder von Bürger-Aktiv, die Kate wird aber auch für Musikabende, Treffen, Lesungen sowie Seminare und VHS-Literaturtage genutzt.
2009 wurde die Kunst- und Kulturwoche Henstedt-Ulzburg (KuKuHU) etabliert. Ehrenamtlich wird in der Pfingstwoche mit über 100 Künstlern im gesamten Henstedt-Ulzburg Kunsthandwerk, Musik, Malerei u. a. ohne Eintritt ausgestellt.
Ein aus 26 Findlingen bestehender Findlingsgarten wurde 2006 im Henstedt-Ulzburger Bürgerpark angelegt.

### Kulturdenkmale

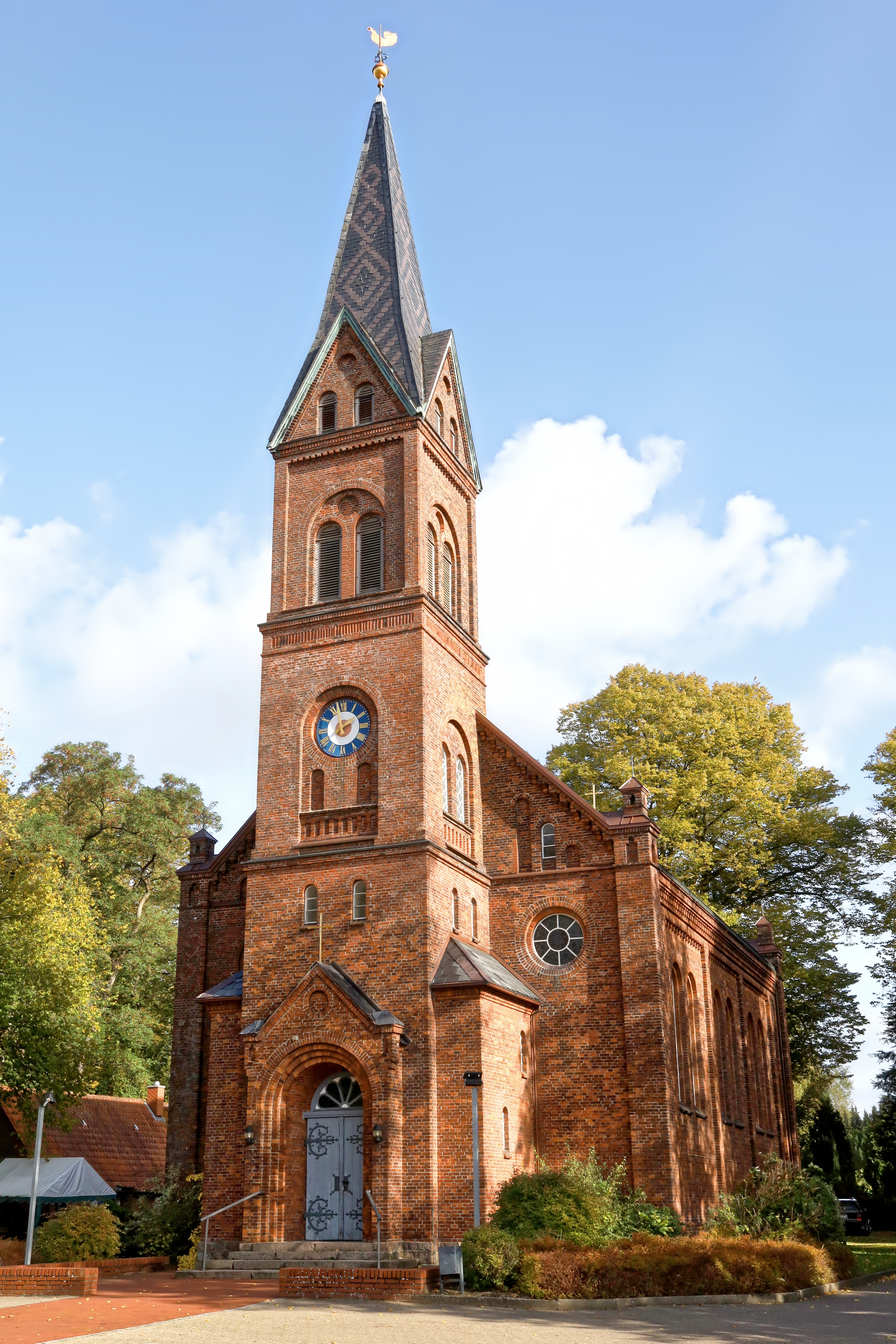
Erlöserkirche Henstedt

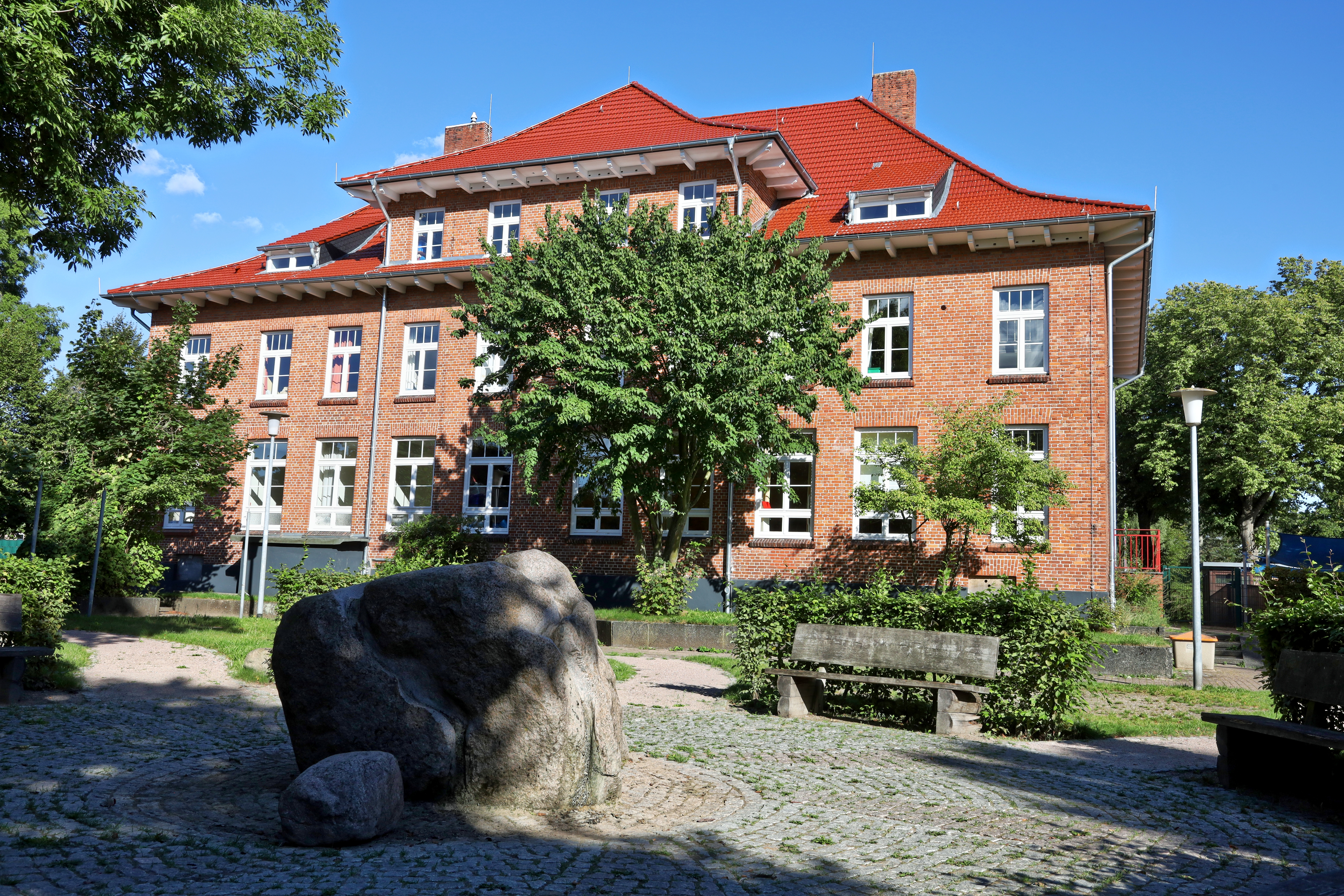
Ehemalige Schule in Henstedt; jetzt Wöddelkindergarten

In der Liste der Kulturdenkmale in Henstedt-Ulzburg stehen die in der Denkmalliste des Landes Schleswig-Holstein eingetragenen Kulturdenkmale.
Im Ortsteil Götzberg steht eine Windmühle. Der Galerieholländer, eine Getreidemühle aus dem Jahr 1877, hat eine gut erhaltene Technik. Der Mühlenverein Götzberger Mühle e. V. kümmert sich um die Restaurierung der alten Mühle, die seit 1974 unter Denkmalschutz steht. Traditionell wird hier der Deutsche Mühlentag am Pfingstmontag begangen.
Die Kulturförderungsvereinigung „forum“ Henstedt-Ulzburg e. V. veranstaltet regelmäßig Theaterabende, Lesungen, musikalische Abende, Konzerte, Kabarett und ähnliches in der Kulturkate.
Ein weiteres vergleichsweise altes Bauwerk war die als „weiße Brücke“ bekannte Alsterbrücke zwischen den Ortsteilen Henstedt und Rhen, deren Zustand im Herbst 2010 heftige Diskussionen auslöste. Viele Anwohner wollten die etwa 80 Jahre alte Brücke gern behalten, doch eine Restaurierung war teurer als der Bau einer neuen, modernen Brücke. Am Ende wurde als Kompromiss eine neue Brücke im Stil des vorherigen Bauwerks am gleichen Ort errichtet und 2013 für den Verkehr freigegeben.

### Einmal im Leben – Geschichte eines Eigenheims
Überregionale Bekanntheit erlangte die Gemeinde im Jahr 1972 durch Dieter Wedels Debüt-Fernsehfilm, den dreiteiligen Straßenfeger Einmal im Leben – Geschichte eines Eigenheims, in dem die Familie Semmeling nahe der Alsterquelle in Henstedt-Ulzburg ein Haus baut. Die Außendreharbeiten fanden vor Ort statt.

## Vereine
Durch Fusion des FC Union Ulzburg, des MTV Henstedt-Ulzburg und des SV Henstedt-Rhen ist zum Jahresbeginn 2009 der Großsportverein SV Henstedt-Ulzburg (SVHU) mit über 400 Übungsleitern und Trainern entstanden. Der neue SVHU war nach dem VfL Pinneberg (5543 Mitglieder) der Sportverein in Schleswig-Holstein mit den zweitmeisten Mitgliedern. Mit 56 Jugendteams dürfte der SVHU 2009 die größte Jugendabteilung im Lande gehabt haben; im Kreis Segeberg stellte der Großverein ein Drittel aller Mannschaften. 2018 trennte sich ein Teil der Fußballsparte vom SV Henstedt-Ulzburg und formierte sich zum FC Ulzburg.
Besonders erfolgreich war die Handballmannschaft der Männer, die 2012–2013 und 2014–2016 in der 2. Handball-Bundesliga spielte. Die Handballmannschaft der Frauen spielt seit 2010 in der neugegründeten 3. Liga und zog 2015 ins Achtelfinale des DHB-Pokals ein.
Erfolgreich ist außerdem die Fußballmannschaft der Frauen, die 2015–2018 und 2021/22 in der 2. Bundesliga spielte und 2022 im DFB-Pokal das Viertelfinale erreichte. Der SV Henstedt-Rhen spielte 2006–2008 in der Fußball-Oberliga Nord, der vierthöchsten deutschen Liga. Die Fußball-Männermannschaft des SVHU spielte bis 2013 und 2014–2016 in der Schleswig-Holstein-Liga.
Der ortseigene Tennisverein TC Alsterquelle spielte 2005 in der 2. Damen-Tennisliga, mit Angelique Kerber an Position eins. Die Herren-30-Mannschaft spielte 2004 in der ersten Spielzeit der 2. Bundesliga und blieb dort bis 2005, 2008 spielten sie erneut dort.

## Soziales
Soziale Vereine und Einrichtungen sind unter anderem das Deutsche Rote Kreuz und die Freiwillige Feuerwehr mit ihrem 1926 gegründeten Musikzug. Dazu gehört aber auch der ehemalige Hausfrauenbund, jetzt „Bürger Aktiv“ und das Familienzentrum. Das ehemalige Mütterzentrum wurde im Ulzburg-Center erweitert, Kurse, Babysittervermittlung und Qualifizierung von Babysittern, Zusammenarbeit mit dem Deutschen Kinderschutzbund, Seminare zum Thema Erziehung und eine große Anzahl vieler Kinderspielgruppen und Eltern-Kind-Gruppen komplettieren das umfangreiche Angebot des Familienzentrums. Daneben ist noch der kommunale Rat für Kriminalitätsverhütung zu nennen.
Zudem ist der Sozialverband Deutschland e. V. ansässig, die „Sozialberatung Diakonisches Werk“, die DRK-Sozialstation (unter anderem Sonntags-Mittagstisch für Senioren), der Mittagstisch Evangelisch-methodistische Kirche (dienstags im Ulzburg-Center), der Mittagstisch St.-Petrus-Kirche (Rhen) und auch der Deutsche Kinderschutzbund (DKSB). Die Mitarbeiter des DKSB organisieren neben ihrer Funktion als Beratungsstelle etwa bei Gewalt in der Familie Kinderaktionen und sind stets bei Gemeindeaktionen wie dem Weltkindertag oder bei dem deutschen Mühlentag mit ihrem Spielmobil vertreten. Des Weiteren existieren Institutionen wie der Lions Club Henstedt-Ulzburg, die Beratungsstelle für Erziehungs-, Familien- und Lebensfragen der Therapiehilfe e. V., der Tierschutz Westerwohld oder der Weiße Ring (Kisdorf).
Zudem engagieren sich Senioren aktiv in der Gemeinde, zum Beispiel durch die „Senioren-Union“ oder den Seniorenbeirat, der sich aus Senioren zusammensetzt, die von Senioren der Großgemeinde gewählt wurden. Die Ehrenamtler vertreten unter anderem die Belange der Senioren in Gemeinderatssitzungen, führen regelmäßig Beratungsstunden im Rathaus durch und sind Mitorganisatoren der Seniorentage und -woche. Der „Verein der Grünen Damen“ sind ehrenamtlich tätige Frauen, die in den Abteilungen der Paracelsus-Klinik tätig und Ansprechpartner der Patienten sind.

### Sport
Sportliche Angebote in Henstedt-Ulzburg gestaltet zum Beispiel der Sportverein Henstedt-Ulzburg, der zu Beginn des Jahres 2009 aus dem Zusammenschluss des SV Rhen, des MTV Henstedt-Ulzburg und des FC Union Ulzburg hervorgegangen ist, die SG Henstedt-Ulzburg, die HSG Henstedt-Ulzburg und die Schützengilde Henstedt-Ulzburg. Außerdem wird das sportliche Angebot durch den Fußball-Club Ulzburg, den TGHU Alsterquelle, den Reiterclub Alsterquelle, den Reit- und Fahrverein Kisdorf, Henstedt-Ulzburg und Umgebung e. V. und den Reiterverein Vogelsang e. V. sowie den Anglerverein „Karpfen“ Ulzburg e. V. ergänzt.
In der Gemeinde existieren neben mehreren großen Sporthallen und Fußballplätzen eine Tennisplatzanlage mit entsprechender -halle sowie das Stadion B-Anlage mit Kunststoffbahn in der Beckersbergstraße/Jahnstraße. Sportzentren des SVHU mit mehreren Platzen befinden sich in Henstedt und auf dem Rhen.

### Jugend
Jugendeinrichtungen sind zum Beispiel das Deutsche Jugendrotkreuz und die Jugendfeuerwehr als Pendant zum Deutschen Roten Kreuz und der Freiwilligen Feuerwehr; außerdem der Musikzug Alstergarde e. V. Henstedt-Ulzburg und die Freie Pfadfinderschaft Nordland e. V. Die evangelische Pfadfinderschaft St. Johannes Henstedt gehört dem Ring Evangelischer Gemeindepfadfinder an und ist mit über 100 Mitgliedern einer der größten Stämme des Verbands.

## Wirtschaft und Infrastruktur
Durch die Ansiedlung von Gewerbe hat sich die Gemeinde insbesondere in den vergangenen 15 Jahren gewandelt. Während in der Vergangenheit viele Einwohner zu ihren Arbeitsplätzen ins benachbarte Norderstedt oder nach Hamburg pendeln mussten, bietet Henstedt-Ulzburg heute mehr Arbeitsplätze vor Ort. Bedeutung hat dabei vor allem das nördlich des Ortsteils Ulzburg gelegene Gewerbegebiet Gewerbepark Nord. Es bietet neben Flächen für Dienstleistungsbetriebe Platz für viele namhafte Handelsunternehmen, die hier Filialen auf der Grünen Wiese eröffneten. Darunter befinden sich Ketten wie Media Markt oder Kaufland.
Ein weiteres, deutlich kleineres Gewerbegebiet liegt nördlich des Ortsteils Rhen.
Die Gastronomielandschaft gibt neben italienischen, griechischen und sonstigen Restaurants mehrere Dönerläden sowie Burger-King-, McDonald’s-, Fresh!- und Kentucky-Fried-Chicken-Filialen her. Des Weiteren sind zwei Pizza-Services, Hähnchenstände und ein Croqueladen in Henstedt-Ulzburg vertreten.
Der Gewerbesteuerhebesatz beträgt zurzeit 322 %.

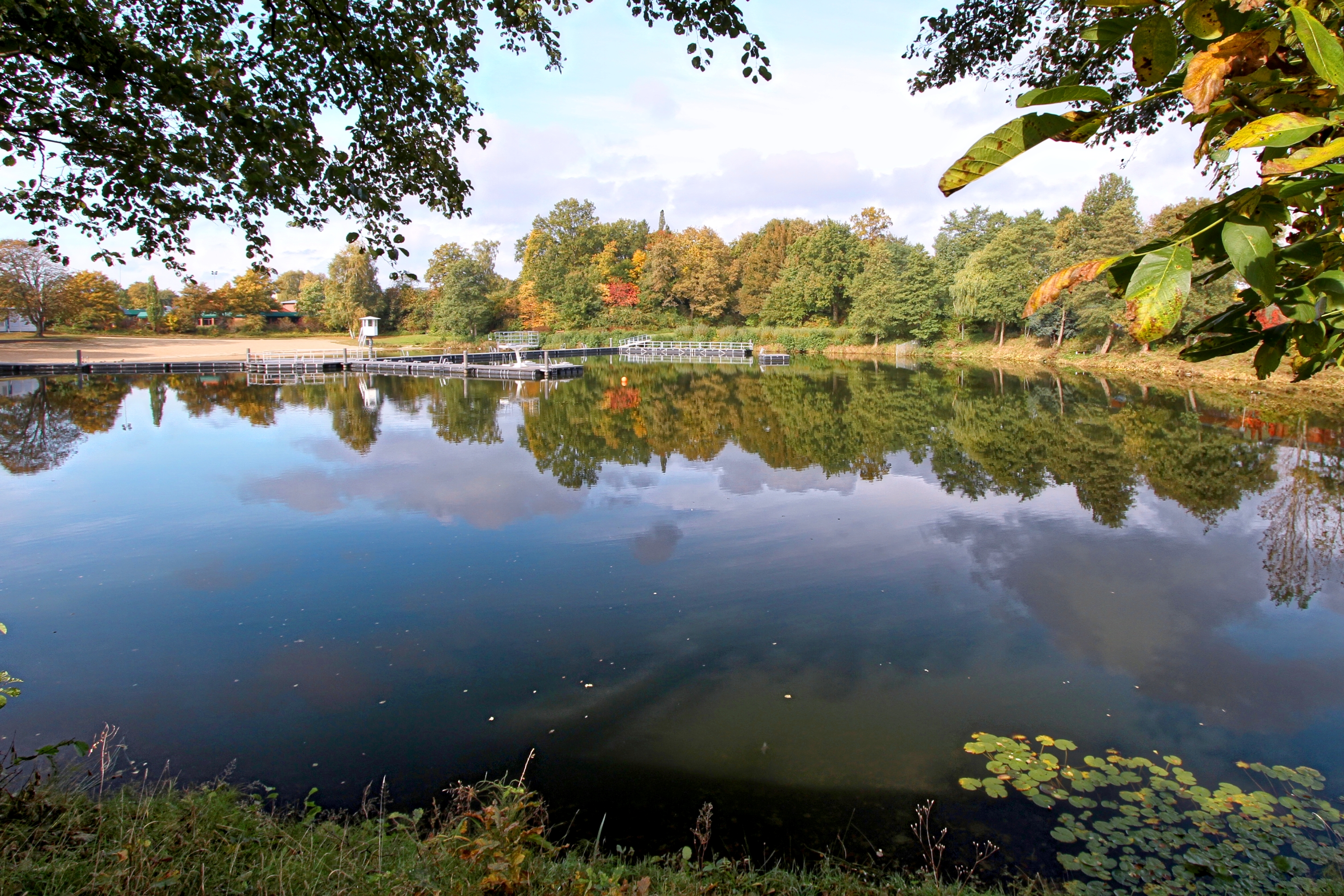
Naturfreibad im Herbst

### Freizeit
Henstedt-Ulzburg verfügt über ein Naturfreibad am Beckersbergsee, das in den Sommermonaten geöffnet ist. Am See liegt außerdem die Henstedt-Ulzburger Schützengilde. In Henstedt und auf dem Rhen befinden sich jeweils ein Jugendzentrum. Es stehen außerdem ein Minigolfplatz und eine Paintball-Anlage in Ulzburg zur Verfügung. In der Nähe der Gemeinde befinden sich zwei Golfplätze: das Gut Kaden mit 27 Löchern in Alveslohe und das Gut Waldhof als 18-Loch-Platz in Kisdorf.

### Verkehr

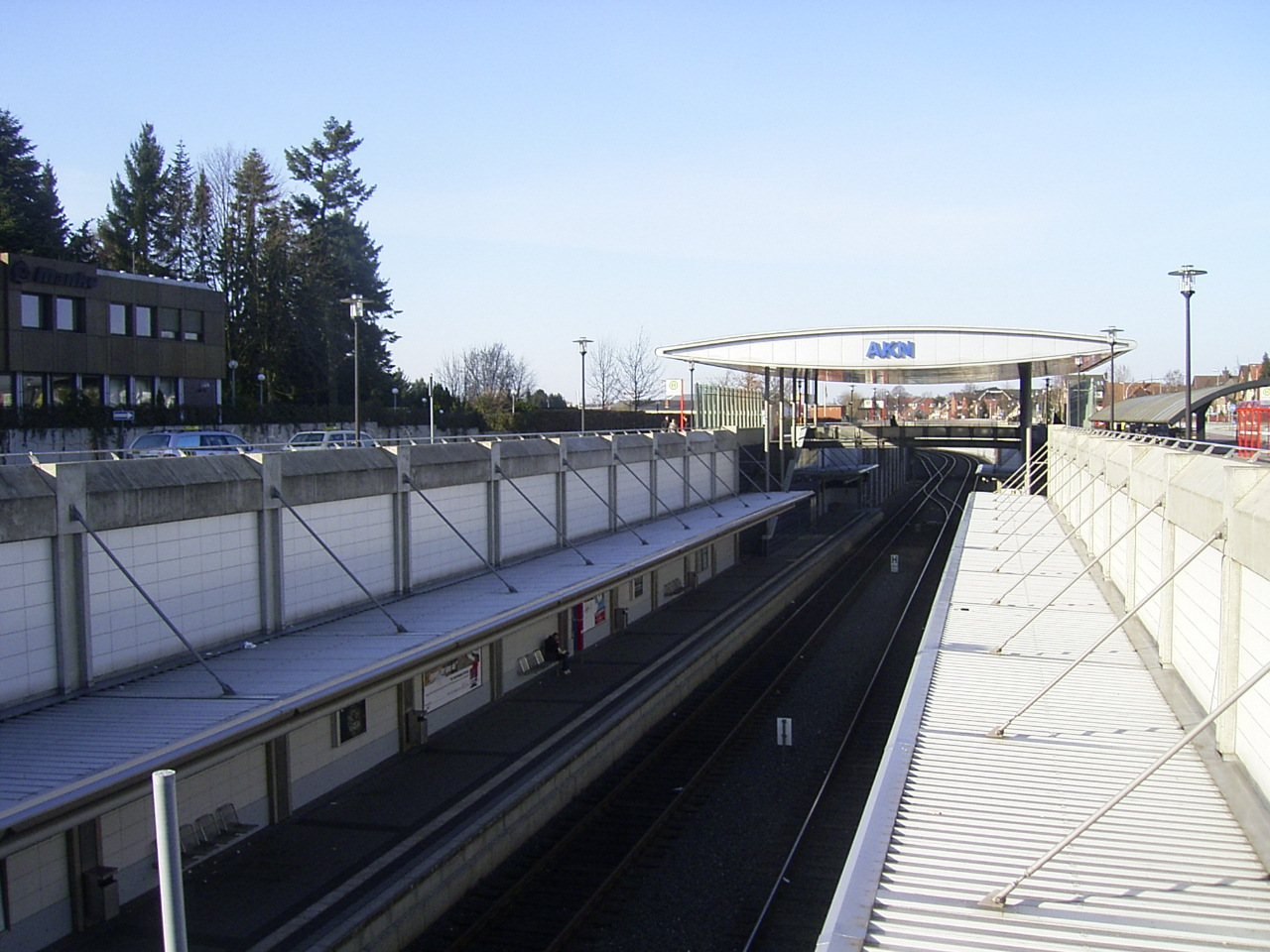
Bahnhof Henstedt-Ulzburg (2008)

#### Öffentlicher Verkehr

Für 2030 vorgesehenes Hamburger S-Bahn-Netz mit Anschluss Henstedt-Ulzburgs

Die Bahnhöfe  Henstedt-Ulzburg und Ulzburg Süd liegen an der Bahnstrecke Hamburg-Altona–Neumünster und der Bahnstrecke Elmshorn–Bad Oldesloe, der Bahnhof Ulzburg Süd ist nördlicher Endpunkt der Alsternordbahn.
Folgende Linien der AKN Eisenbahn verkehren innerhalb des Hamburger Verkehrsverbundes (HVV):
A1 0Hamburg-Eidelstedt – Quickborn – Ulzburg Süd – Henstedt-Ulzburg – Kaltenkirchen – Bad Bramstedt – Neumünster
A2 0(Kaltenkirchen – Henstedt-Ulzburg –) Ulzburg Süd – Norderstedt Mitte
A3 0Ulzburg Süd – Henstedt-Ulzburg – Alveslohe – Barmstedt – Elmshorn
Für die Einwohner des Ortsteils Rhen kann zusätzlich die auf Norderstedter Gebiet liegende Station Meeschensee der Linie A2 günstig sein. Die Fahrzeit zum Hamburger Hauptbahnhof beträgt etwa 50 bis 60 Minuten, nach Elmshorn etwa 35 Minuten, nach Kiel sind es etwa 80 Minuten.
Die Strecke der Linie A1 im Südabschnitt zwischen Hamburg-Eidelstedt und Kaltenkirchen wird seit 2023 für die Erweiterung des Hamburger S-Bahn-Netzes ausgebaut. Nach Abschluss der Arbeiten soll ab 2028 die S-Bahn-Linie S5 auf der Strecke der AKN durch Henstedt-Ulzburg verkehren. Sie wird die Bahnhöfe Henstedt-Ulzburg und Ulzburg Süd im 20-Minuten-Takt umsteigefrei mit der Hamburger Innenstadt verbinden. Auf der Strecke Norderstedt Mitte – Neumünster soll eine zusätzliche beschleunigte Regionalexpress-Linie mit weniger Unterwegshalten auf der bestehenden AKN-Strecke auch von Henstedt-Ulzburg aus eine kürzere Fahrzeit nach Neumünster ermöglichen. Die heutigen Verbindungen nach Elmshorn, Norderstedt Mitte und Neumünster mit Halt an allen Unterwegsstationen bleiben bestehen.
Über eine Beschleunigung der im Vergleich zur Straße nicht konkurrenzfähigen Bahnverbindung wurde zuvor bereits mehrfach nachgedacht. So wurde 2008 geprüft, ob eine deutliche Verbesserung des bestehenden ÖPNV-Angebots durch die Verlängerung der Hamburger Flughafen-S-Bahn zur AKN-Trasse und damit verbunden eine S-Bahn über Henstedt-Ulzburg bis Kaltenkirchen bis 2015 möglich ist. Diese Variante scheiterte an den zu hohen Kosten.
Die Busse der Verkehrsbetriebe Hamburg-Holstein (VHH) verbinden die Ortsteile der Gemeinde mit dem als Zentrum des Ortes geltenden AKN-Bahnhof Henstedt-Ulzburg. Von hier führt die Buslinie 293 über Ulzburg Süd, Rhen und Norderstedt-Harksheide zum U-Bahnhof Norderstedt Mitte. Außerdem gibt es die VHH-Regionalbuslinie 7141 vom AKN-Bahnhof Henstedt-Ulzburg über Henstedt, Götzberg, Nahe und Itzstedt nach Bad Oldesloe.
Henstedt-Ulzburg gehört zum Gebiet des Hamburger Verkehrsverbund (HVV), so dass alle (Regional- und Nah-)Verkehrsmittel zu einem einheitlichen Tarif benutzt werden können.

#### Individualverkehr
Henstedt-Ulzburg liegt an der Bundesautobahn 7 Flensburg – Füssen und der Landesstraße von Norderstedt nach Kaltenkirchen.
Am 1. Januar 2023 waren in Henstedt-Ulzburg 18.250 Pkw zugelassen, davon 1.849 auf gewerbliche Halter. Dazu kamen 1.158 Lkw.
Die Terminals des Hamburger Flughafens sind etwa zwanzig Kilometer entfernt, die Hamburger Innenstadt knapp dreißig Kilometer.

### Medien
Als regionale Tageszeitungen erscheinen die Segeberger Zeitung sowie das Hamburger Abendblatt mit seiner Norderstedt-Regionalausgabe. Seit dem Jahr 2011 berichten die Henstedt-Ulzburger Nachrichten insbesondere über die Lokalpolitik der Großgemeinde. Auch das Stadtmagazin Henstedt-Ulzburg erscheint online mit lokalen Nachrichten. Darüber hinaus erscheinen verschiedene wöchentliche Anzeigenblätter wie die Umschau oder das Hamburger Wochenblatt mit lokalen Inhalten.

### Telekommunikation
DSL- und Telefonvollanschlüsse werden derzeit im Ortsgebiet von der Deutschen Telekom, Versatel, WilhelmTel und HanseNet (Alice) angeboten. Bis auf wenige Ausnahmen sind alle Anschlüsse DSL-fähig. Weite Teile der Henstedt-Ulzburger Siedlungsfläche verfügen zusätzlich über einen Kabelanschluss der Kabel Deutschland GmbH.
Zurzeit erfolgt durch die Norderstedter Firma wilhelm.tel eine flächendeckende Erschließung mittels Glasfaser. In den erschlossenen Gebieten sind Internetanschlüsse mit Bandbreiten von bis zu 1000 MBit/s und Kabelfernsehen möglich.

### Energie
Nördlich des Ortsteils Rhen befindet sich ein großes 220-kV-/110-kV-Umspannwerk des Übertragungsnetzbetreibers Tennet TSO. Auf dem Areal dieses Umspannwerks steht auch ein 99 Meter hoher, als freistehende Stahlfachwerkkonstruktion ausgeführter Richtfunkturm, unter dessen Beinen eine auch von Lastkraftwagen befahrbare, aber für den öffentlichen Verkehr gesperrte Transportstraße hindurchführt.
Im Ortsteil Götzberg befindet sich eine Biogasanlage, die 549 kW Strom im Trockenfermentationsverfahren produziert.

### Freiwillige Feuerwehr

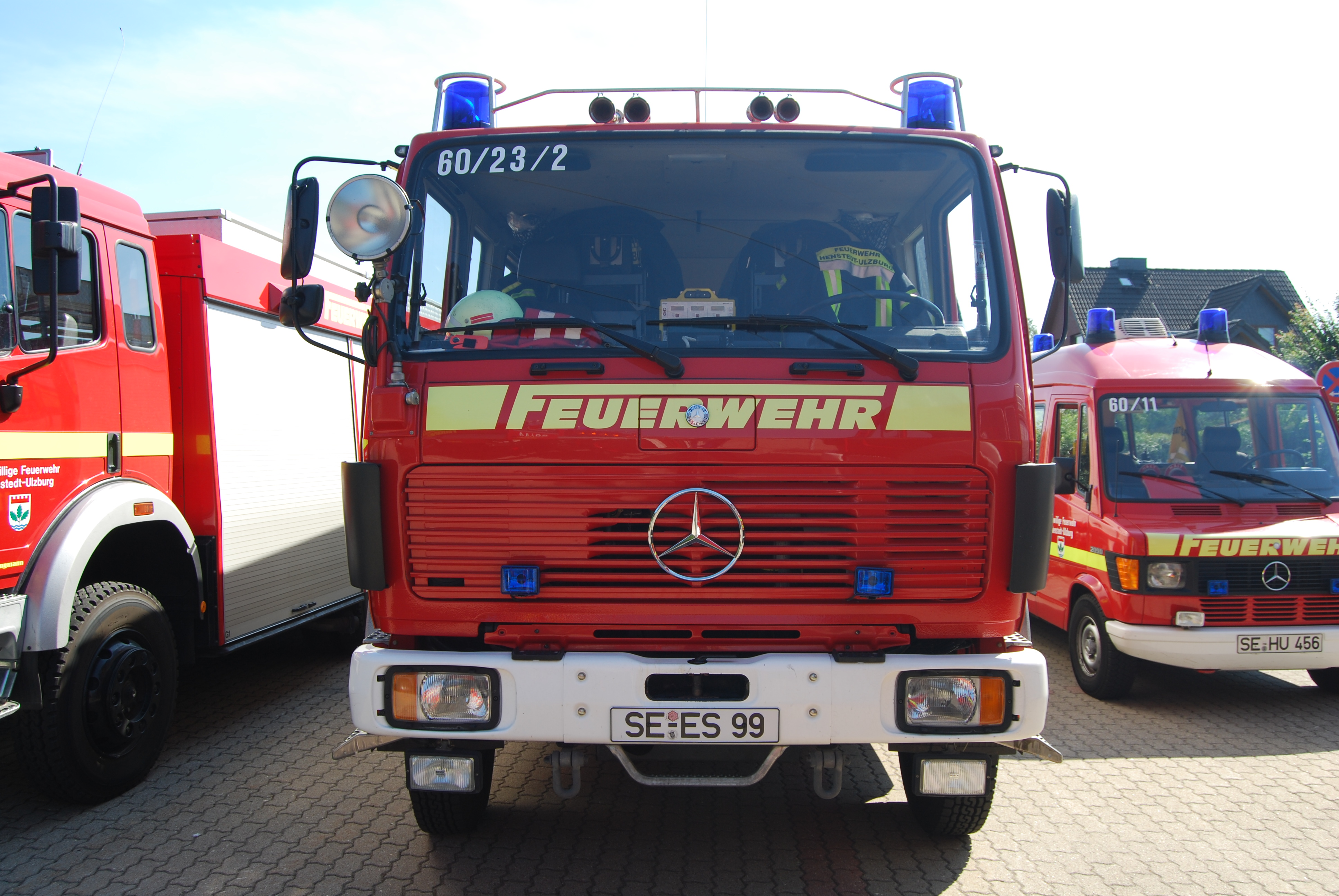
Tanklöschfahrzeug TLF 16/25

Die Feuerwehr der Gemeinde Henstedt-Ulzburg wurde im Jahr 1970 gegründet, eingegliedert wurden die drei bisher eigenständigen Freiwillige Feuerwehren Henstedt, Ulzburg und Götzberg. In diesen drei Feuerwehren verrichten zurzeit rund 170 Kameraden ihren freiwilligen Dienst. Funkortsname der Feuerwehr Henstedt-Ulzburg ist „60“. Fahrzeuge der beiden Feuerwehren Henstedt und Ulzburg sowie Sonderfahrzeuge sind im zentralen Feuerwehrhaus in der Maurepasstraße untergebracht. Die Götzberger Feuerwehr hat einen eigenen Standort.
Die Feuerwehr Henstedt ist die älteste der drei Feuerwehren, sie wurde 1889 gegründet. Im zentralen Feuerwehrhaus stehen der Henstedter Feuerwehr neben den Sonderfahrzeugen ein Tanklöschfahrzeug TLF 16/25 und ein Löschgruppenfahrzeug LF 16/12 zur Verfügung.
Die Ulzburger Feuerwehr ist ebenfalls im zentralen Feuerwehrhaus untergebracht. Den Feuerwehrleuten der 1907 gegründeten Feuerwehr stehen ein Hilfeleistungslöschgruppenfahrzeug HLF 20 und ein Löschgruppenfahrzeug LF 20 zur Verfügung. Angegliedert an die Ulzburger Feuerwehr ist der Feuerwehr-Musikzug.
Im Ortsteil Götzberg befindet sich das zweite Feuerwehrhaus, in der etwa 30 Feuerwehrangehörige der 1934 gegründeten Freiwilligen Feuerwehr Götzberg mit einem Hilfeleistungslöschgruppenfahrzeug HLF 10 und einem Mannschaftstransportfahrzeug MTF untergebracht sind.
Neben den sechs den einzelnen Feuerwehren unterstellten Fahrzeugen werden eine Reihe von Sonderfahrzeugen vorgehalten, die alle in dem gemeinsam genutzten, 2008 vergrößerten zentralen Feuerwehrhaus vorgehalten werden. Es handelt sich hierbei um einen ELW 1 und einen ELW 2 für die Einsatzleitung bei verschieden großen Schadenslagen, ein flexibel einsetzbares Mehrzweckfahrzeug MZF, einen Gerätewagen Logistik (GW-L2), einen Rüstwagen RW 2, eine Drehleiter DLK 23-12cc, ein MTF und ein LF 8/6, die zumeist von der Jugendfeuerwehr genutzt werden. Insgesamt umfasst der Fuhrpark 14 Fahrzeuge.
Die 1964 gegründete Jugendfeuerwehr Henstedt-Ulzburg ist die älteste Jugendfeuerwehr im Kreis Segeberg. Über die Hälfte aller aktiven Mitglieder der drei Feuerwehren kommt aus der Jugendfeuerwehr Henstedt-Ulzburg. Zurzeit sind in dieser etwa 40 Mädchen und Jungen zwischen 12 und 18 Jahren aktiv.
Seit 1926 ursprünglich als Teil der Freiwilligen Feuerwehr Ulzburg gegründet, gehört auch der Musikzug mit 24 aktiven Musikern zur Feuerwehr.

## Bildung

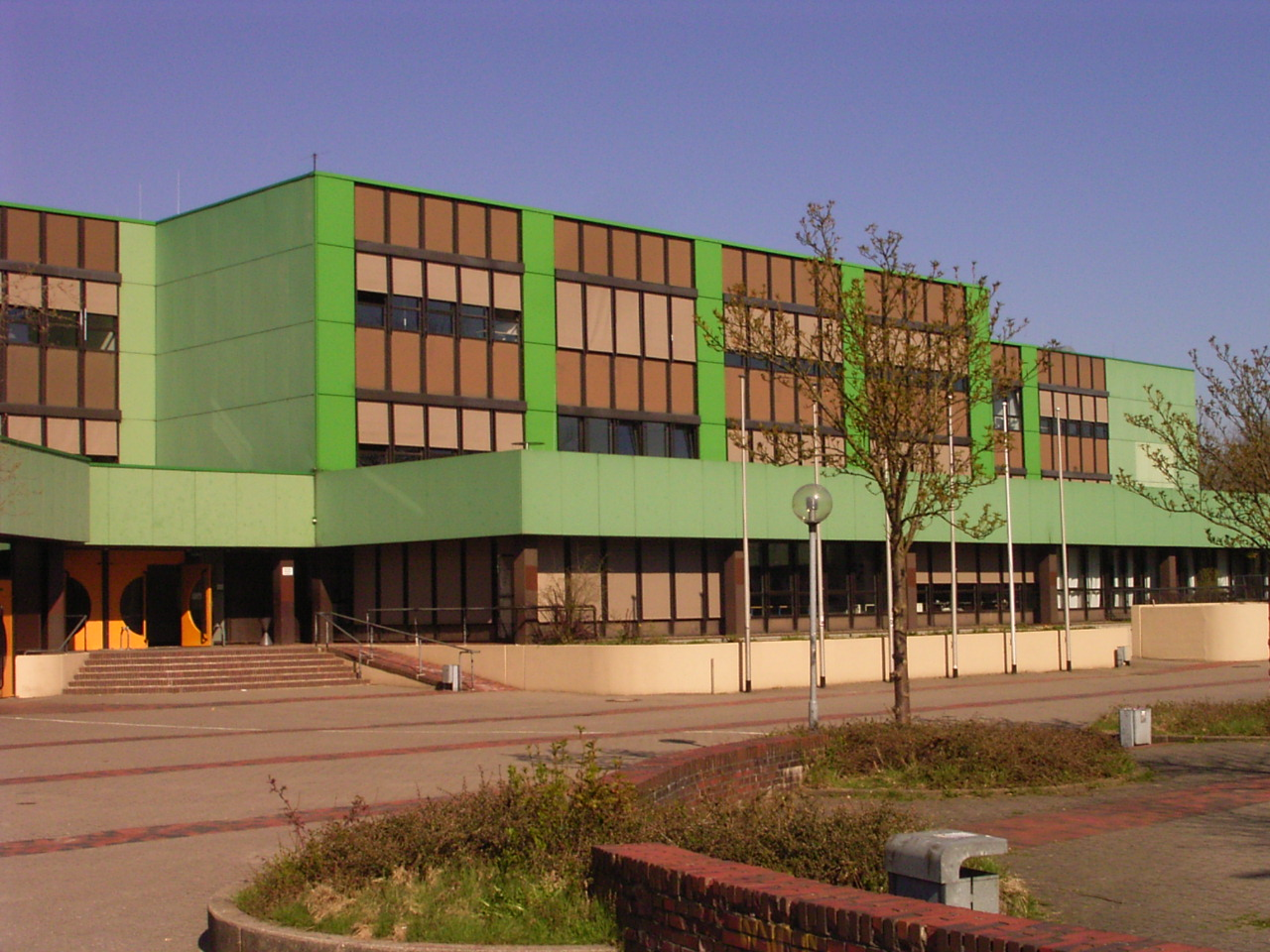
Alstergymnasium Henstedt-Ulzburg, bis August 2010: Schulzentrum

Neben vier Grundschulen verfügt Henstedt-Ulzburg über ein Gymnasium sowie zwei Gemeinschaftsschulen.
Grundschulen sind die Grundschule Ulzburg, die 2008 eröffnete Lütte School in Ulzburg-Süd, die Grundschule Rhen und die der Gemeinschaftsschule angeschlossene Grundschule am Beckersberg. Auf dem Rhen befindet sich die Gemeinschaftsschule Rhen, am Beckersberg in Henstedt die Gemeinschaftsschule „Olzeborchschule“, die im Schuljahr 2010/2011 ihren Betrieb aufgenommen hat und aus der Hauptschule am Beckersberg sowie der Realschule im Schulzentrum hervorging.
Das Bildungsangebot wird durch das 1978 eröffnete Alstergymnasium in der Maurepasstraße mit über 1000 Schülern und etwa 100 Lehrern komplettiert. Bis 2010 war auch die Realschule in dem Gebäude beherbergt, das damals Schulzentrum Henstedt-Ulzburg hieß und aufgrund seiner Farbe häufig „Grüne Schule“ genannt wird. Das Forum des Alstergymnasiums wird häufig neben dem Bürgerhaus für größere Veranstaltungen genutzt (u. a. für den Musikwettbewerb „Talented“ oder Benefizkonzerte). Überregional konnte die Schule vor allem bei Wettbewerben wie Business@School oder Jugend Debattiert von sich reden machen. In den beiden Sporthallen bestreiten die Frogs, die bis 2016 in der zweiten Handball-Bundesliga spielten, ihre Heimspiele. Die Jugend-Handball- und Fußballmannschaften des Gymnasiums sind sehr erfolgreich und waren mehrmals Landessieger.
Weitere Bildungseinrichtungen in Henstedt-Ulzburg sind die Volkshochschule und die Gemeindebücherei und -mediothek in Nähe des Rathauses in Ulzburg. In der Gemeinde ebenfalls vorhanden sind zehn Kindertagesstätten, zwei Jugendzentren und eine Förderschule.

## Persönlichkeiten

### Söhne und Töchter der Gemeinde
- Lars Lewerenz (* 1977), Gründer und Inhaber von Audiolith
- Ole Wittmann (* 1977), Kunsthistoriker
- Wayan Raabe (* 1979), Musikproduzent
- Rebecca Rudolph (* 1980), Schauspielerin
- Janne Schäfer (* 1981), Schwimmerin
- Finn-Ole Heinrich (* 1982), Autor und Filmemacher
- Benjamin Müsegades (* 1982), Historiker
- Johann Scheerer (* 1982), Musiker und Musikproduzent
- Sarah Eyfferth (* 1983), Schauspielerin
- Bo Hansen (* 1983), Schauspieler
- Bianca Weech (* 1984), Fußballspielerin
- Martin Tietjen (* 1985), Moderator, Journalist und Schauspieler
- Jan Schult (* 1986), Handballer
- Jan Simon Hamann (* 1986), Leichtathlet
- Niklas Pries (* 1987), Schauspieler
- Simon Jensen (* 1988), Schauspieler
- Florentyna Parker (* 1989), Profigolferin
- David Kross (* 1990), Schauspieler
- Nate57 (* 1990), Rapper
- Mona Harry (* 1991), Autorin und Slam-Poetin
- Tobias Ahrens (* 1993), Fußballspieler
- Toini Ruhnke (* 1993), Schauspielerin und Hörspielsprecherin
- Sid-Marlon Theis (* 1993), Basketballspieler
- Felix Drinkuth (* 1994), Fußballspieler
- Justus Johanssen (* 1995), Schauspieler
- Tim Stefan (* 1995), Handballspieler
- Philipp Tolksdorf (* 1995), Footballspieler
- Thore Jacobsen (* 1997), Fußballspieler
- Tom Gronau (* 1997), Schauspieler
- Anton Nürnberg (* 1998), Theater- und Filmschauspieler
- Annika Lott (* 1999), Handballspielerin
- Leander Wiegand (* 1999), American-Football-Spieler
- Marvin Senger (* 2000), Fußballspieler
- Felix Möller (* 2002), schwedischer Handballspieler

### In Henstedt-Ulzburg gestorben
- Erich Sendel (1917–1988), Musiker, Organist, Pianist, Komponist und Arrangeur
- Hermann Wulf (1915–1990), Arzt, Manager und Offizier
- Gloria Lilienborn (1909–1998), Sängerin, Akkordeonistin und Bandleaderin
- Hans-Heinrich Kempcke (1926–2002), Bildhauer
- Uwe Arkuszewski (1962–2004), Moderator, Sänger und Entertainer
- Hermann Grensemann (1932–2015), klassischer Philologe und Medizinhistoriker
- Wolfgang Schlüter (1933–2018), Jazzmusiker